# 奈良県立平城高等学校
奈良県立平城高等学校（ならけんりつへいじょうこうとうがっこう、英語表記：Nara Prefectural Heijo Senior High School）は、奈良県奈良市にかつて存在した公立の高等学校。

## 概要
関西文化学術研究都市平城・相楽地区に位置していた。奈良県北端の公立高等学校であり、京都府木津川市との境に極めて近い立地であった。
校名は、設置準備の段階では「北和高等学校」と仮称されていた。その後「奈良北」「平城山」「平城」「高の原」から検討され、校地が平城山の一帯だけでなく平城宮跡の北部にも位置することから、「平城」に決まった。
男女共学。2006年度には全日制普通科に加え、全国で初めて小学校教諭志望者育成のための全日制普通科 教育コースが新たに開設された。これは、奈良県教育委員会が来たる教員不足に備えて、教師を目指す生徒を確保するものだった。また、奈良教育大学などとの協力した授業や行事を展開している。この動きは京都府や兵庫県などにも広がっている。
その後、特別選抜による教育コースの募集は廃止された。しかし、平城高等学校は引き続き一般選抜による入学者の中から教員志望者を募って教育キャリアコースとして取り組みを続けることにした。交通至便な高の原駅からすぐの立地にあることから、生徒は奈良県の広い地域から集まっていた。
校章は、奈良時代、平城京で使用された瓦の文様である「複弁八葉蓮花文」を図案化したものの中に「高」の字を据えた意匠を採用していた。
2018年6月8日、奈良県教育委員会は「県立高等学校適正化実施計画（案）」で、本校を含む3つの県立高等学校（平城、西の京、登美ケ丘）を閉校して新設2校に再編する（「奈良県立国際高等学校（仮称）」と「奈良県立大学付属高等学校（同）」）という計画を公表した。計画案は同月28日、県議会の文教くらし委員会で審議の上で可決され、県議会本会議でも7月3日に可決された。また平城高等学校の校地は、2022年度から奈良県立奈良高等学校が移転して使用することとなった。県教委は2020年（令和2年）から、順次予定している開校に向けた手続きを進めた。
2022年（令和4年）3月1日、最後の卒業式が行われた。

## 設置学科
- 一般選抜のみ
  - 普通科
  - 普通科教育キャリアコース

## 沿革

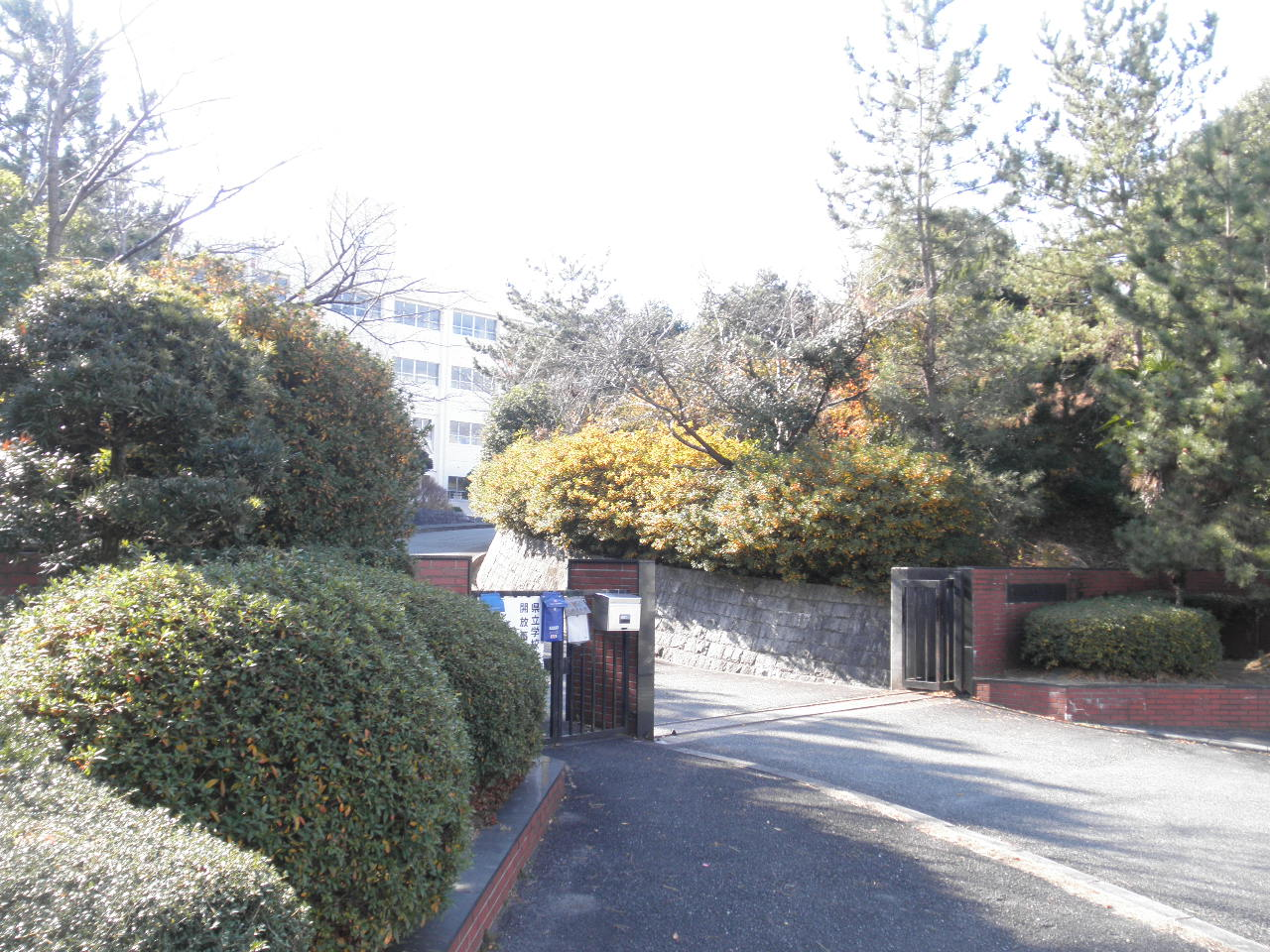
正門

- 1979年4月1日 - 奈良県立高等学校等設置準備事務所主事2名を配置発令。
- 1979年8月28日 - 第1期工事起工式を行なう。
- 1979年11月1日 - 校章を制定する。
- 1979年12月22日 - 奈良県立高等学校設置条例の一部を改正する条例を議決し、校名を「奈良県立平城高等学校」とすることに決定。
- 1980年4月1日 - 奈良県立平城高等学校（全日制・普通科）として開校。
- 1980年5月8日 - 生徒会を発足する。
- 1980年6月4日 - 育友会 (PTA) を発足する。
- 1980年9月12日 - 第2期工事が始まる。
- 1981年3月25日 - 第2期工事竣工。
- 1981年7月14日 - 校歌を制定。
- 1981年8月23日 - 第3期工事が始まる
- 1981年8月31日 - 新体操練習場竣工。
- 1981年12月5日 - プールの建設工事が始まる。
- 1982年3月31日 - 第3期工事・プール竣工。
- 1982年6月12日 - 落成式挙行。
- 1984年2月28日 - 格技場竣工。
- 1984年9月 - わかくさ国体でプールが競技場として使用される。
- 1987年3月6日 - 校舎を増築、弓道場竣工。
- 1989年11月7日 - 創立10周年記念式典を挙行。
- 1998年3月20日 - クラブハウス「朱雀館」竣工。
- 1999年10月30日　創立20周年記念式典を挙行。
- 2006年4月1日 - 奈良県立高田高等学校とともに全国初の普通科教育コース（定員40人）を設置。平成18年度新入生より制服を、従来のデザインをもとに実用面などから改定。
- 2007年4月1日 - 特色選抜に普通科枠（定員40人）を新設する。
- 2017年4月 - 特色選抜での募集を停止し、教育コースを教育キャリアコースに改編。
- 2019年 - 次年度生徒募集停止。
- 2022年3月31日 - 閉校[1]。
- 2022年4月1日 - 平城高等学校跡地に奈良県立奈良高等学校が移転。

## 校風
校訓は「創造、敬愛、堅忍」。創立30周年に向け、2008年には「笑顔の数だけ夢がある」というスローガンを定めた。
- 生徒全体的に温和で向上心があり、文化祭などの盛り上がりは県内情報誌などで一定の評価を得ている。
- 生徒の大半が神戸大学などの国公立大学、関関同立・産近甲龍などの私立大学に進学。

## 制服
男女ともにブレザー。男子はネクタイ、女子はリボンを付け、これらの色が赤・青・緑と各学年によって入学時に分けられていた。なお、体操服・上靴であるスリッパ・生徒手帳などもこれらの色であった。

## 交通アクセス
- 近鉄京都線 高の原駅から南へ徒歩約10分(650m)
- 奈良交通朱雀二丁目停留所

## 部活動

### 部局
- 新聞局
- 放送局
- 人権サークル
- 吹奏室内楽部

### 文化部
- E.S.S部
- 演劇部
- 華道部
- 写真部
- 書道部
- 美術部
- 文芸部
- 茶道部
- フォークギター部
- パソコン部
- コーラス部

### 運動部
- 陸上競技部
- 野球部
- バスケットボール部
- 卓球部
- バドミントン部
- テニス部
- バレーボール部
- サッカー部
- ソフトボール部
- 弓道部
- 新体操部
- 水球部(県内唯一)
- 剣道部

### 同好会
- ハンドクラフト同好会

## 学校行事
いずれの行事も生徒が主体となって行われた。

### 文化祭
「平城山祭（ならやまさい）」と呼ばれる。毎年9月初旬に2日間開催。1日目は原則非公開、2日目は生徒の招待客や地元住民への公開という形をとっており、自由に立入はできなかった。その内容は、一般的なクラスごとの出店（食品の販売は3年生のみ）やイベント・催し物やコンサートなどに加え、奈良県下で唯一この高校にのみ存在した「水球部」による"WATER POLO BOYS"と題する男子シンクロ演技（2007から2009年度は公演なし）、また生徒らによる後夜祭では「平城ステップ」と呼ばれるダンス、公立高校の文化祭としては異例な花火の打ち上げを行ない、最後に校歌を歌った。

### 体育大会
体育大会は特に名称はないが、毎年5月に、高校から近い奈良市立鴻池運動公園で行われた。これは一般非公開であった。2008年度においては鴻池運動公園改修工事のため、橿原陸上競技場で行われた。
競技の内容は100メートル・200メートル・リレー競技などの競走、12人13脚・大縄跳びなどの団体競技、その他にも走り幅跳びなどがあり、2010年度には障害物競走が新設された。これらの競技はクラス対抗で競われた。昼休み中には自由参加のフォークダンスが催されていた。

### その他の行事
一学期と三学期には球技大会が行われる。この行事でも各クラスオリジナルのタオルを作ることが多かった。内容は一学期がドッジボール、三学期はサッカー、バスケットボール。三学期は2年生のみの参加であった。
また、三学期には1，2年生のカルタ(百人一首)大会が行われた。

## 同校出身の著名人
- 高井俊彦（お笑い芸人・ランディーズ）
- 中村優（タレント）
- 饗庭純[9][10]（歌手）
- 石橋知也（ファイナンシャルプランナー）
- 有馬理絵（クラリネット奏者）
- 渡辺美優紀（タレント・元NMB48）[11]
- 山本大貴（関西テレビ放送アナウンサー）
- 木下昌輝（小説家）[12]